# Diocese de São Jorge, em Granada
A Diocese de São Jorge (em latim: Dioeœsis Sancti Georgii) é uma diocese do rito latino da Igreja Católica em Granada, no Caribe. Abrange a totalidade da dependência britânica de Granada, incluindo as ilhas de Granada, Carriacou, e Petite Martinique. A diocese é sufragânea da Arquidiocese de Castries e membro da Conferência Episcopal das Antilhas.
Foi edificada em 20 de fevereiro de 1956, quando ainda era sufragânea da Arquidiocese de Port of Spain.

## História
A diocese de São Jorge em Granada foi fundada em 20 de fevereiro de 1956, pela constituição apostólica Crescit Ecclesia do Papa Pio XII, da Arquidiocese de Port of Spain.
Pela constituição apostólica Cum et nobis de 7 de março de 1970, o Papa Paulo VI reduziu seu território para a ereção da Diocese de Bridgetown-Kingstown.

## Ordinatários
|                | Nome                         | Período   | Notas                         |
| Bispo          | Bispo                        | Bispo     | Bispo                         |
| -------------- | ---------------------------- | --------- | ----------------------------- |
| 5º             | Clyde Martin Harvey          | 2017-     | Atual                         |
| 4º             | Vincent Matthew Darius, O.P. | 2002–2016 |                               |
| 3º             | Sydney Anicetus Charles      | 1974–2002 |                               |
| 2º             | Patrick Webster, O.S.B.      | 1970–1974 | Nomeado Arcebispo de Castries |
| 1º             | Justin James Field, O.P.     | 1957–1969 |                               |
| Bispo auxiliar |                              |           |                               |
|                | Patrick Webster, O.S.B.      | 1969-1970 |                               |